# St.-Mang-Brücke
Die St.-Mang-Brücke ist eine über die Iller in der Altstadt von Kempten (Allgäu) führende Brücke für den Individualverkehr. Die heutige Brücke hat verschiedene historische Vorläufer.

## Geschichte

### Vorläufer der heutigen Brücke

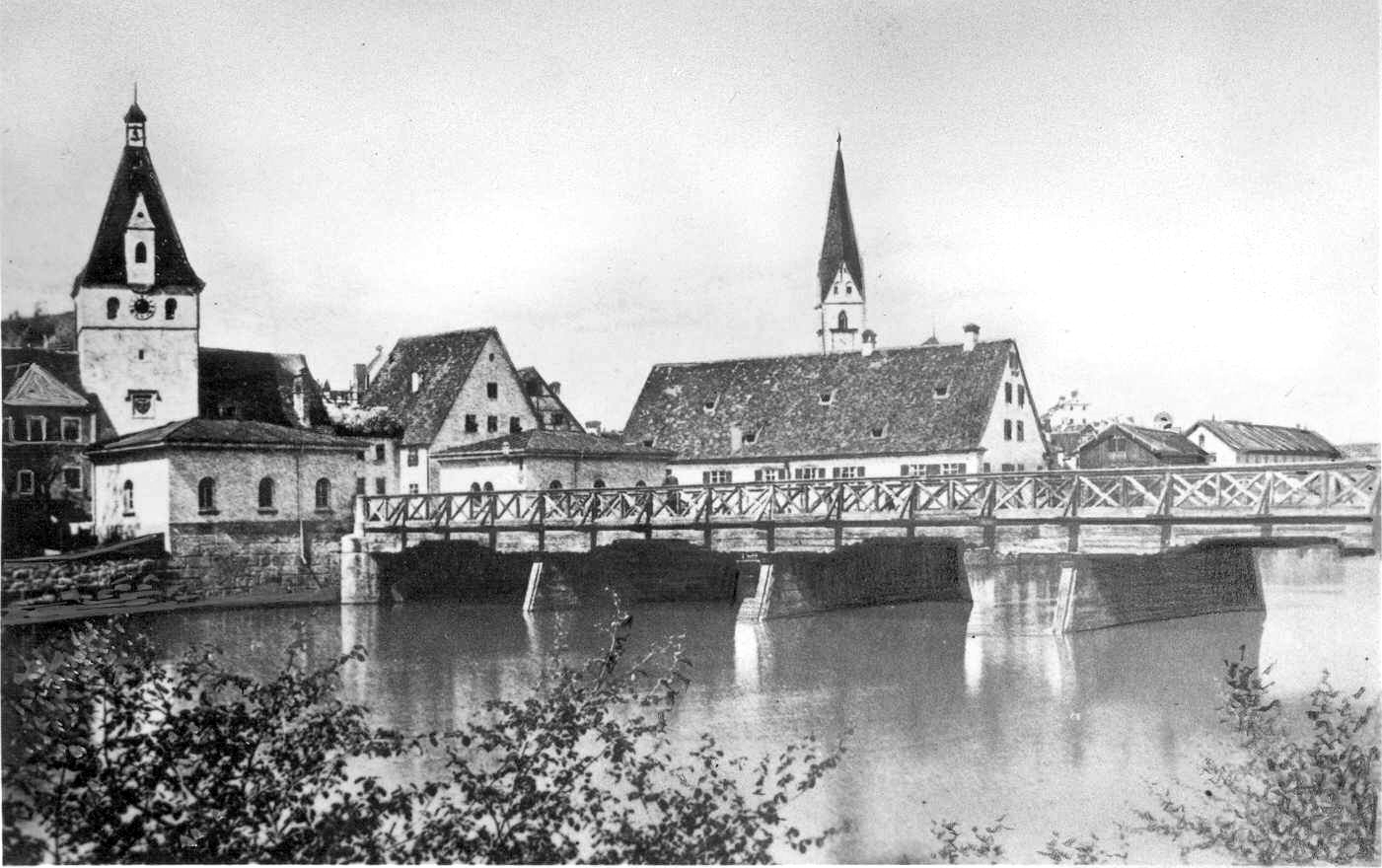
Alte, fünfjöchige Brücke aus Holz (vor dem Abriss des Illertors im Jahr 1876)

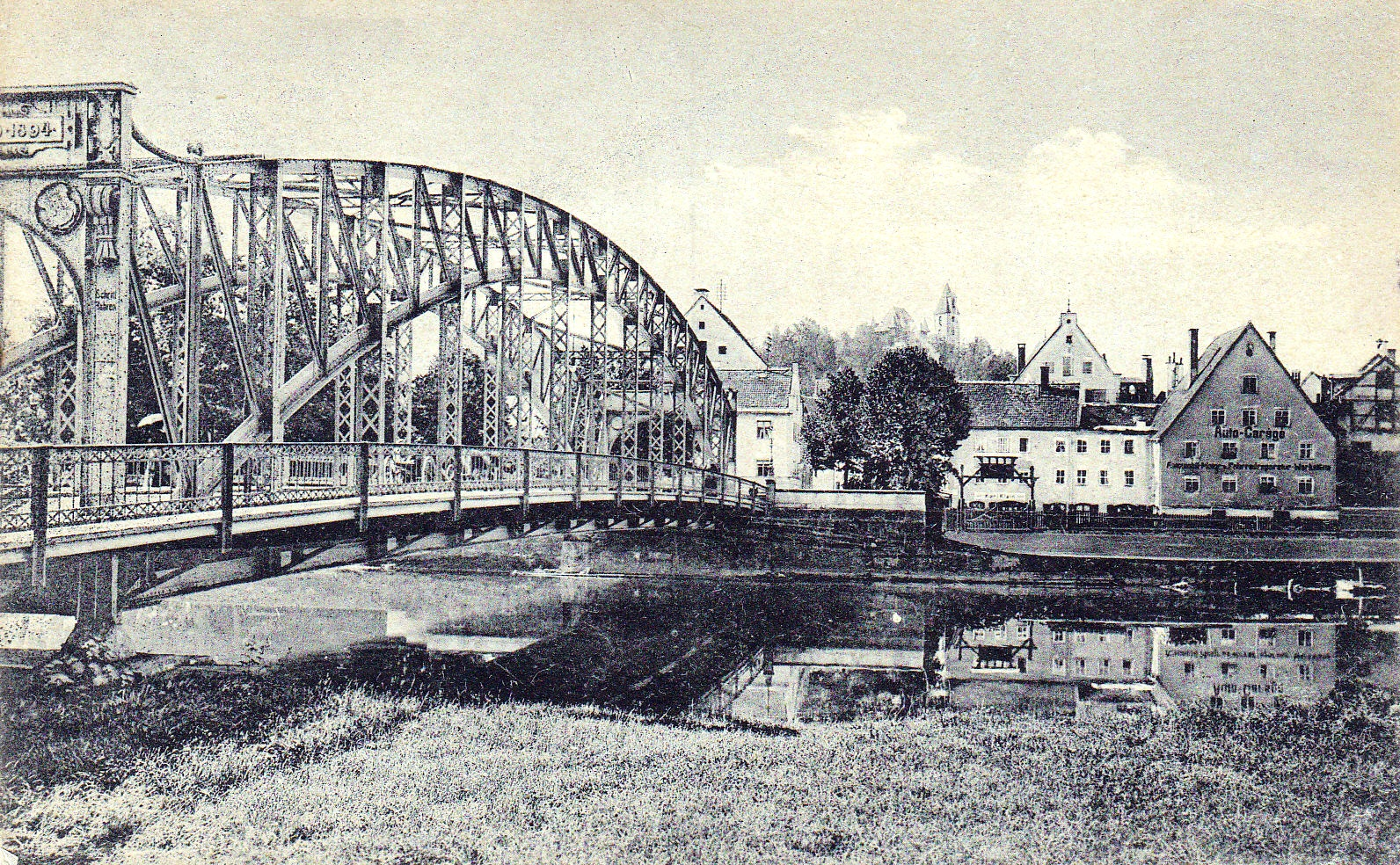
Brücke aus dem Jahr 1893

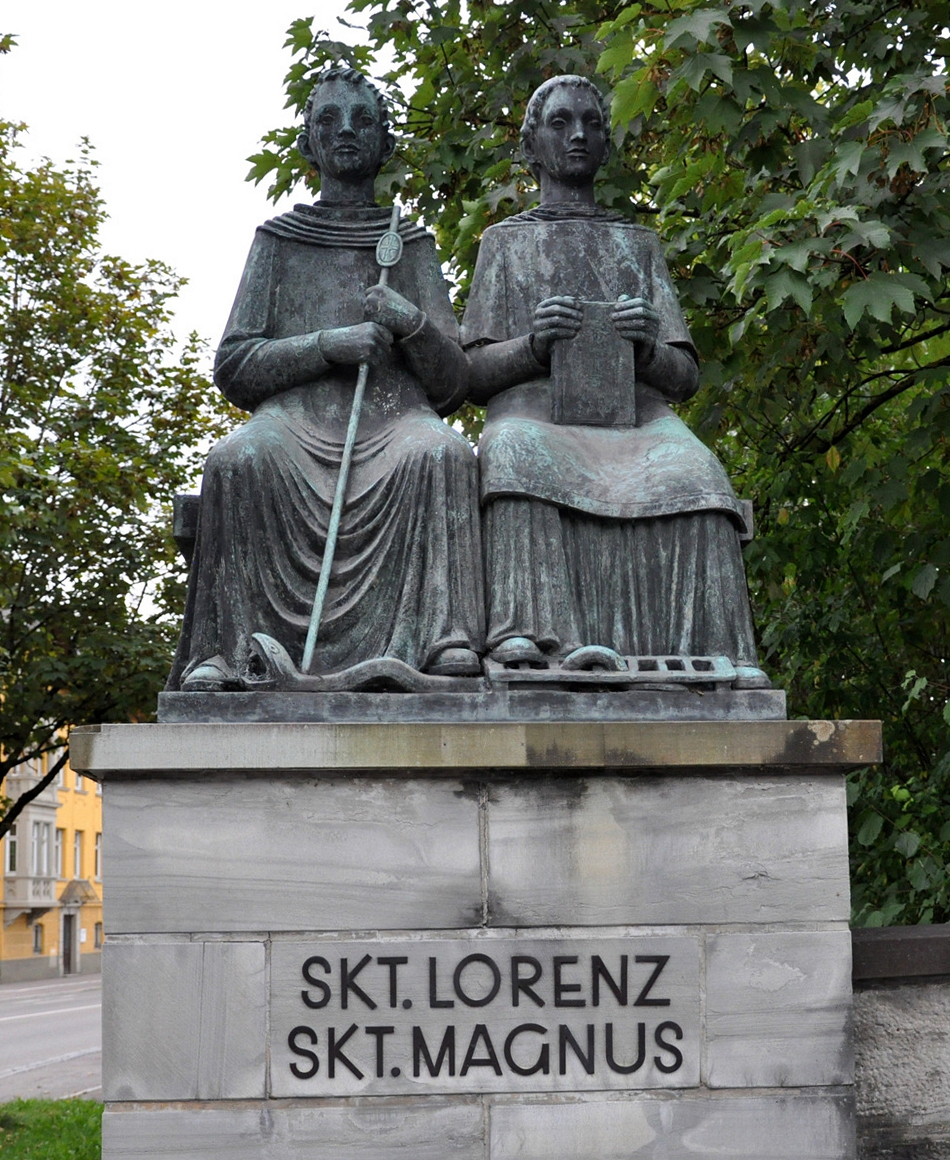
Skulptur von Karl Hoefelmayr bei der Brücke

Brücken an dieser Stelle sind mindestens seit dem 14. Jahrhundert überliefert. Als gesichert gilt, dass 1340 die Bürgerschaft über die mittelalterliche Brücke verfügen konnte und somit auch den Brückenzoll eintrieb. Die Brücke war Eigentum des Fürststifts Kempten, welches das Bauwerk der Reichsstadt Kempten als Lehen gab. Die Reichsstadt hatte die Verpflichtung, die Brücke zu unterhalten und nach einer Zerstörung wiederaufzubauen.
Die unterschiedlichen Holzbrücken stellten einen wichtigen Fernverkehrsweg dar: Sie ermöglichten Handelsbeziehungen mit Kaufbeuren, Augsburg und Füssen, sicherten der Reichsstadt Kempten dazu ständige Einnahmen. Ein Illerhochwasser, wie es bei Gebirgsflüssen häufiger vorkommt, war hierfür eine wirtschaftliche Bedrohung für die Reichsstadt. Das Hochwasser brachte die mit Holzpfeilern abgestützte Konstruktion häufig zum Einsturz. Im Jahr 1893 wurde die fünfjöchige Illerbrücke aus Holz durch eine einjochige Fachwerk-Bogenbrücke aus Eisen ersetzt.
Besonders wichtig war die St.-Mang-Brücke nach dem Zweiten Weltkrieg: Zum Kriegsende gab die deutsche Wehrmacht den Auftrag, sämtliche Brücken beim Anrücken der Alliierten zu sprengen. Die östlichen Teile der König-Ludwig-Brücke, die dem Individualverkehr diente, und der Oberen Illerbrücken für den Schienenverkehr wurden gesprengt. Der gleiche Auftrag wurde auch für die St.-Mang-Brücke gegeben, jedoch konnten Bürger die Sprengung verhindern. Nach dem Zweiten Weltkrieg war die St.-Mang-Brücke für eine kurze Zeit die einzige befahrbare Brücke in Kempten.

### Brücke seit 1952
Im Jahr 1952 wurde sie durch eine freitragende Brücke abgelöst, bei der Eröffnung war neben dem Oberbürgermeister August Fischer auch der Ministerpräsident Wilhelm Hoegner anwesend. Den Bau führte das mittlerweile aufgelöste Bauunternehmen Alfred Kunz aus. Nötig war die Brücke, weil die alte Stahlkonstruktion dem wachsenden Verkehr nicht mehr ausreichte und insbesondere zu schmal war, um den Straßenverkehr mit jeweils einer Spur in jede Richtung zu leiten.
Auf der rechten Uferseite der St.-Mang-Brücke sitzen auf einem Sockel die Skulpturen der heiligen Magnus und Lorenz. Dieses Werk wurde durch den Unternehmer und Bildhauer Karl Hoefelmayr (1907–1989) gestaltet.
2016 wurde bekannt, dass Teile der Brücke beschädigt sind oder instand gesetzt werden müssen. Die Brücke muss hierbei für längere Zeit gesperrt werden, was ein Verkehrschaos in der Stadt bringen würde. Des Weiteren wäre dies auch nur eine vorübergehende Lösung, da die Brücke nach gewisser Zeit erneuert werden müsste.